# Dernbach (Neuwied)
Pour les articles homonymes, voir Dernbach.
Dernbach est une municipalité du Verbandsgemeinde Puderbach, dans l'arrondissement de Neuwied, en Rhénanie-Palatinat, dans l'ouest de l'Allemagne.